# Javier Saviola
Javier Pedro Saviola Fernández (ur. 11 grudnia 1981 w Buenos Aires) – argentyński piłkarz, reprezentant Argentyny występujący na pozycji napastnika lub pomocnika. Posiada także obywatelstwo hiszpańskie. W latach 2001–2007 zawodnik FC Barcelony.

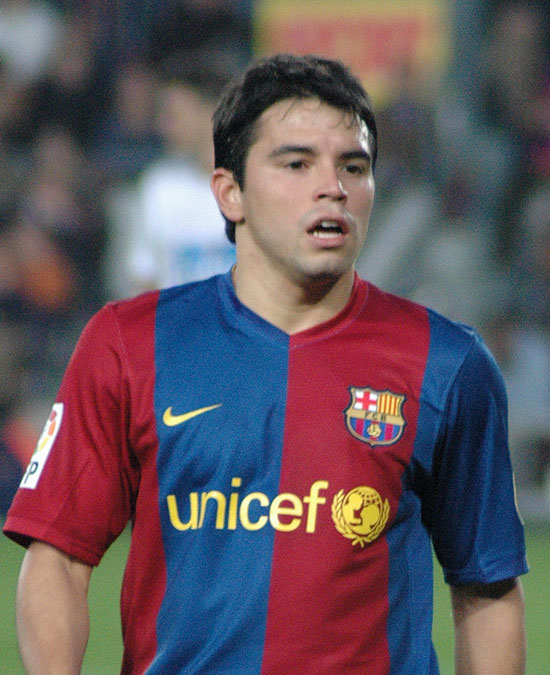
Saviola w barwach FC Barcelony

## Początki kariery
Karierę piłkarską rozpoczynał w klubie Club Atlético River Plate. Dzięki dobrej grze w październiku 1998 roku został powołany do pierwszego składu w meczu przeciwko Gimnasia y Esgrima de Jujuy. Od tego czasu stał się ulubieńcem kibiców oraz został powołany do młodzieżowej reprezentacji drużyny Argentyny. W 1999 roku zdobył z klubem El Trofeo Apretura oraz wystąpił wraz z reprezentacją na Mistrzostwach Świata U-20, gdzie oprócz zwycięstwa drużyny, zdobył sobie także tytuł króla strzelców oraz najlepszego zawodnika turnieju.
Osiemnastoletni Saviola został wyróżniony przez urugwajski dziennik El Pais jako najlepszy piłkarz Ameryki Południowej sezonu 1999/2000.

## Kariera klubowa
Młodym napastnikiem interesowały się europejskie kluby. Walkę o piłkarza wygrała FC Barcelona, płacąc prawie 25 milionów €. Dobrą grę z Ameryki Południowej przeniósł do Europy i w pierwszym swoim sezonie na Starym Kontynencie strzelił 21 goli, dzięki czemu został uznany najlepszym graczem z Ameryki Południowej w Primera Division 2001/02. Jego gol w drugim ćwierćfinałowym meczu z Panathinaikosem Ateny w Lidze Mistrzów 2001/02 dało Barcelonie awans do półfinału.
Na początku sezonu 2002/03, gdy do klubu powrócił Louis van Gaal, Saviola stracił pozycję w drużynie, w kilku spotkaniach strzelił dwie bramki. Kiedy w drugiej części sezonu na ławce trenerskiej zasiadł Radomir Antić, Javier odzyskał miejsce w ekipie. Wystąpił w siedemnastu ligowych spotkaniach, w których strzelił 11 goli, a kolejne 7 bramek zdobył w Lidze Mistrzów.
W sezonie 2003/04 posadę trenera objął Frank Rijkaard. Argentyńczyk strzelił w lidze 14 goli, dzięki którym Barcelona awansowała do Ligi Mistrzów.
Wyjazd na letnie IO i niechęć wobec obniżenia zarobków z kontraktu podpisanego w czasie prezesury Joana Gasparta były jednymi z czynników, którymi kierował się Rijkaard, rezygnując z usług Argentyńczyka.
W sezonie 2004/05 został wypożyczony do AS Monaco. W tym sezonie strzelił 8 bramek w Ligue 1, 5 w Pucharze Francji i 4 w Lidze Mistrzów.
W sezonie 2005/06 grał na zasadzie wypożyczenia w Sevilli, z którą zdobył Puchar UEFA.
Javier wrócił do Barçy na czas sezonu 2006/07. W roku 2007 wygasł jego kontrakt z Dumą Katalonii, po czym zdecydował się na transfer do odwiecznego rywala Barcelony - Realu Madryt.
Przez dwa sezony (2007/08 oraz 2008/09) w barwach Królewskich rozegrał 31. spotkań, w których zdobył 5. bramek.
Po zakończeniu sezonu 2008/09 za kwotę 5 milionów € przeszedł do As Águias. W styczniu 2012 roku przedłużył swój kontrakt z Benficą do 30 czerwca 2013. Javier Saviola podpisał kontrakt z Málagą CF – poinformowała oficjalna witryna klubu z Andaluzji. Umowa obowiązywała przez jeden sezon. Saviola rozwiązał kontrakt ze swoim wcześniejszym klubem, którym była SL Benfica. Argentyńczyk podpisał kontrakt ze swoim nowym klubem na Estadio La Rosaleda, gdzie wcześniej obejrzał losowanie grup Ligi Mistrzów, w której wystąpił w barwach Málagi. W lipcu 2013 roku Málaga nie przedłużyła kontraktu z graczem.
W lipcu 2013 roku przeszedł na zasadzie wolnego transferu do greckiego klubu Olympiakos SFP. Latem 2014 został zawodnikiem Hellas Werona.

## Reprezentacja
W 2004 Javier pojechał wraz z reprezentacją Argentyny do Peru, gdzie odbywał się turniej Copa América 2004, na których Argentyna zajęła 2. miejsce. Saviola strzelił 3 gole, wszystkie w meczu fazy grupowej z Ekwadorem.
W tym samym roku wystąpił też na igrzyskach olimpijskich w Atenach. Strzelił jedną bramkę i wywalczył wraz z kolegami z drużyny złoty medal olimpijski po finale z Paragwajem.
W 2005 roku wraz z reprezentacją Argentyny pojechał do Niemiec, gdzie odbywały się rozgrywki o Puchar Konfederacji 2005. Javier nie zagrał jednak w finale, ponieważ otrzymał czerwoną kartkę w meczu półfinałowym z Meksykiem. Ostatecznie Argentyna przegrała w finale z Brazylią 4:1.
W czerwcu 2006 roku zagrał na Mistrzostwach Świata w Niemczech. Swoją jedyną bramkę w turnieju strzelił w meczu fazy grupowej z Wybrzeżem Kości Słoniowej. Argentyna odpadła w 1/4 finału w meczu z Niemcami (1:1, 4:2 w rzutach karnych).
5 grudnia 2009 zdecydował o zakończeniu reprezentacyjnej kariery. Swoją decyzję umotywował chęcią skupienia się na karierze klubowej.

## Osiągnięcia

### Klubowe
River Plate
- Primera División Argentina: 1999A, 2000C

Sevilla
- Puchar UEFA: 2006

Barcelona
- Superpuchar Hiszpanii: 2006

Real Madryt
- Mistrzostwo Hiszpanii: 2007/08
- Superpuchar Hiszpanii: 2008

Benfica
- Mistrzostwo Portugalii: 2009/10
- Taça da Liga: 2009/10, 2010/11

### Reprezentacja
- Mistrzostwa Świata FIFA U-20: 2001 (złoto)
- Igrzyska olimpijskie: 2004 (złoto)

### Indywidualne
- Primera División Argentina – Król Strzelców: 1999A
- Piłkarz Roku Ameryki Południowej: 1999
- Król strzelców Mistrzostw Świata FIFA U-20: 2001
- Najlepszy Piłkarz Mistrzostw Świata FIFA U-20: 2001